# Annie Horniman

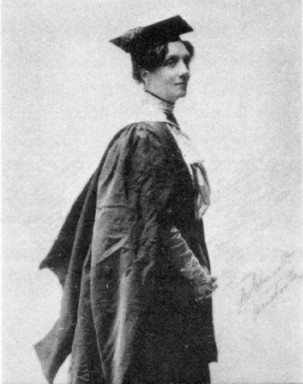
Annie Horniman.

Annie Elizabeth Fredericka Horniman (3 de octubre de 1860-6 de agosto de 1937) fue una productora y directora teatral inglesa.  Estableció el Abbey Theatre en Dublín y fundó la primera compañía de repertorio de teatro regional en Gran Bretaña, el Gaiety Teather en Mánchester.  Alentó el trabajo de nuevos escritores y dramaturgos, incluyendo W. B. Yeats, George Bernard Shaw y miembros de lo que se hizo conocida como la Escuela de Mánchester de dramaturgos.

## Primeros años
Annie Horniman nació en Surrey Mount, Forest Hill, Londres, en 1860, como la primogénita de Frederick John Horniman y su primera esposa Rebekah, de soltera Elmslie. Su padre era un comerciante de té y fundador del Museo Horniman; su abuelo era John Horniman quién fundó el próspero negocio familiar de té Hornimans. Annie y su hermano menor Elmslie fueron educados privadamente en casa. Su padre se oponía al teatro, el cual consideraba pecaminoso, pero su institutriz alemana llevó a Annie y Elmslie en secreto a una representación del Mercader de Venecia en El Palacio de Cristal cuando Annie tenía 14 años.
El padre de Annie le permitió ingresar en la Slade School of Fine Art en 1882. Allí descubrió que su talento artístico era limitado pero  desarrolló otros intereses, particularmente en el teatro y la ópera. Se complacía en el ciclo de Wagner de El anillo del nibelungo y en las obras de Ibsen. Hizo un ciclo en Londres y dos veces en los Alpes, empezó a fumar en público y explorar religiones alternativas. La "chica rica y solitaria" se había convertido en "una mujer de mente independiente". En 1890 ingresó en la sociedad ocultista de la Orden Hermética de la Aurora Dorada, donde permaneció como miembro hasta que los desacuerdos con sus líderes llevaron a su renuncia en 1903. Durante este tiempo  conoció y se hizo amiga de W. B. Yeats, actuando como su amanuense durante algunos años. Su amistad perduró: Frank O'Connor recordó que el día que Yeats se enteró de su muerte, pasó toda la noche hablando de sus recuerdos de ella.

## Productora teatral

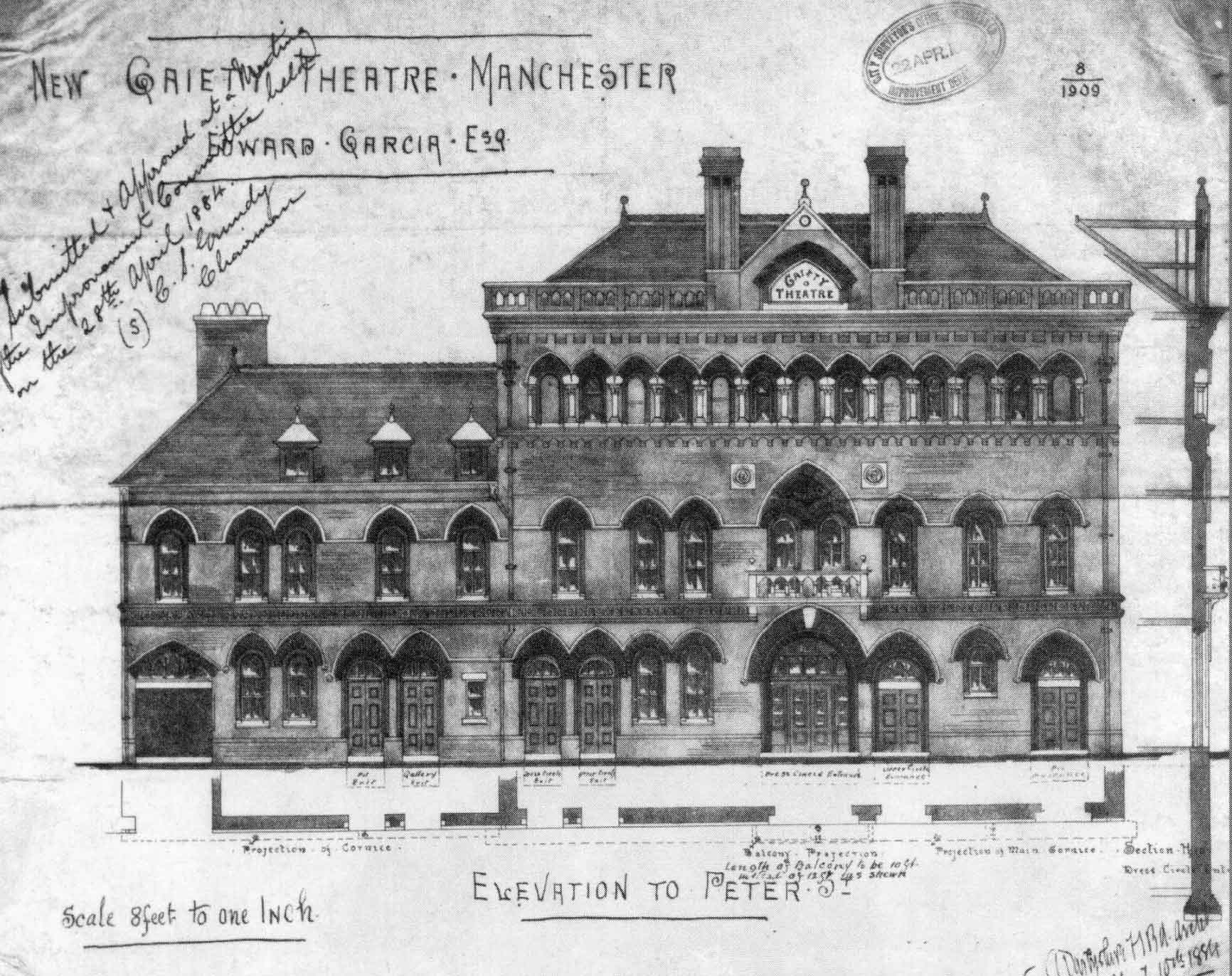
Teatro Gaiety, Manchester.

La primera aventura de Annie en el teatro fue en 1894 siendo posible por recibir un legado de su abuelo. Con ello apoyó anónimamente a su amiga Florence Farr en una temporada de nuevas obras teatrales en el Teatro Avenue, en Londres. Esto incluyó una nueva obra de Yeats, La tierra del deseo del corazón, y el estreno de Arms and the Man de George Bernard Shaw. En 1903 Yeats la persuadió de ir a Dublín para respaldar las producciones de la Sociedad de Teatro Nacional irlandesa. Allí descubrió su habilidad como administradora teatral. Compró una propiedad y desarrolló el Abbey Teather, el cual abrió en diciembre de 1904. A pesar de que regresó a vivir en Inglaterra continuó apoyando el teatro financieramente hasta 1910.  Entretanto, en Mánchester adquirió y renovó el Gaiety Teather en 1908 y desarrolló el primer teatro regional de repertorio en Gran Bretaña.
En el Gaiety nombró a Ben Iden Payne director y empleó actores con contratos por 40 semanas, alternando su trabajo entre partes grandes y pequeñas. Las obras producidas incluían clásicos como Eurípides y Shakespeare, y presentó obras de dramaturgos contemporáneos como Ibsen y Shaw. También apoyó a escritores locales que formaron la conocida como Escuela de Mánchester de dramaturgos, cuyos miembros principales eran Harold  Brighouse, Stanley Houghton y Allan Monkhouse. La compañía del Gaiety emprendió giras por América y Canadá en 1912 y 1913. Annie se convirtió en una figura pública muy conocida en Mánchester, dando conferencias sobre temas como el sufragio femenino y sus puntos de vista sobre el teatro.  En 1910 fue galardonada con el grado honorario MA por la Universidad de Mánchester. Durante la Primera Guerra Mundial el Gaiety continuó realizando representaciones pero las dificultades financieras dirigieron a la disolución de la compañía permanente en 1917, siguiendo con producciones teatrales de compañías visitantes. En 1921 Annie vendió el teatro a una compañía de cine.
A raíz de su conexión con el té,  era conocida como "Hornibags". Ella recibía sus visitas en el Midland Hotel, llevando ropa exótica y fumando cigarrillos abiertamente, lo cual era considerado escandaloso en la época. Introdujo a Mánchester en lo entonces denominado "el juego de ideas". El crítico teatral James Agate notó que los proyectos teatrales de Horniman tenían "un aire de penosa intensidad" sobre ellos.

## Vida posterior
Annie se trasladó a Londres donde mantuvo un piso en Portman Square. En 1933 fue nombrada Companion of Honour. Horniman y Algernon Blackwood pueden haber sido los únicos miembros pasados o presentes de una sociedad ocultista en recibir ese honor en Reino Unido.[cita requerida] Murió en 1937 en su casa en Shere, Surrey. Su patrimonio ascendía a poco más de £50,000. Los papeles de Annie Horniman se conservan en la John Rylands Library de la Universidad de Mánchester.